# Юлгушев, Анвар Хасьянович
Анвар Хасьянович Юлгушев (встречаются варианты Энвер или Анвер Юлгушов, 1 января 1938, Ленинград, СССР — 6 мая 1993, Санкт-Петербург, Россия) — советский футболист, нападающий. Мастер спорта СССР.

## Биография
На заре спортивной карьеры играл в хоккей с шайбой — в «Динамо» Ленинград в 1954—1957 годах; был обладателем кубка города среди подростковых команд (1954), чемпионом и обладателем Кубка Ленинграда среди юношей.
В футбол в 1955 играл за дворовую команду «Ураган», сборную команду Кировского района. В составе юношеской команды «Динамо» в 1955 стал обладателем кубка Ленинграда, в 1956 — серебряным призёром ЦС. Первая команда мастеров — «Буревестник» в 1957 году, класс «Б». В 1958 играл за «Спартак» Ставрополь.
В 1959—1960 выступал за «Спартак» (Ленинград). В 1961 году провёл 6 игр в составе ленинградского «Зенита», на следующий год вернулся в «Спартак». затем играл за «Шахтёр» Караганда (1963), «Динамо» Таллин (1964), «Днепр» Днепропетровск (1965), «Химик» Балаково (1966), клубную команду «Динамо» Ленинград в чемпионате города (1967—1968), был чемпионом Ленинграда.
Скончался 6 мая 1993, погребён на Северном кладбище.